# Anthelephila cantabubei
Anthelephila cantabubei là một loài bọ cánh cứng trong họ Anthicidae. Loài này được Bonadona miêu tả khoa học năm 1959.